# Kipfenberg
Kipfenberg är en köping (Markt) i distriktet Eichstätt i delstaten Bayern i Tyskland. Folkmängden uppgår till cirka 6 000 invånare, på en yta av 81 kvadratkilometer. Kipfenberg är känd för sitt bergsluttade slott och fästning samt för att vara den geografiska mittpunkten i Bayern. Floden Altmühl och kanalen Main-Donau rinner genom staden.